# Masayuki Katō
Masayuki Katou (加藤 将之 Katou Masayuki, 23 de septiembre de 1972, Tokio) es un seiyū japonés. Ha participado en series como Deadman Wonderland, Log Horizon, Utawarerumono y Mobile Suit SD Gundam, entre otras. Estuvo afiliado a Mausu Promotion. Actualmente, trabaja para Ken Production.

## Roles Interpretados

### Series de Anime
- Aqua Kids como Morry
- Bibliotheca Mystica de Dantalian como Hal Kamhout (eps 6, 12)
- Blade & Soul como Gil
- Cardfight!! Vanguard como el Padre de Misaki
- Chaos;Child como Shuuichi Wakui
- Chihayafuru 2 como Shiroyama Koki y Park Kyung-Seo
- Deadman Wonderland como Kiyomasa Senji
- Durarara!! como Yoshida
- Fantastic Children como Jim (ep 15)
- Fushigiboshi no Futago Hime como Randa
- Gakuen Heaven como Watanabe
- Gakusen Toshi Asterisk como Moritz Nessler (ep 9)
- Garasu no Kantai como Karz
- Glass no Kamen (2005) como Todo (eps 13-14)
- Guin Saga como Loluka (ep 13)
- Heroic Age como Karkinos Lucan
- Hokuto no Ken - Raoh Gaiden: Ten no Hao como Gaiya (ep 10)
- Jigoku Shōjo como Takeshi (ep 7)
- Log Horizon 2 como Kazuhiko
- Magic Kaito 1412 como Paul (ep 22)
- Naruto Shippūden como Danzou Shimura (joven)
- One Outs como Katahira (ep 3) y Okabe (ep 4)
- Ore no Imōto ga Konna ni Kawaii Wake ga Nai (2013) como Shin'ya Sanada (ep 3)
- Overlord como Demiurge
- Phantom: Requiem for the Phantom como Parker (ep 21)
- Samurai Flamenco como Totsuka
- SD Gundam Sangokuden Brave Battle Warriors como Zhang Fei (Chō Hi) Gundam
- Seikon no Qwaser como Fool
- Senkō no Night Raid como Shiori Nagura (ep 7)
- Shigofumi: Stories of Last Letter como Matoma
- Shin Mazinger Shōgeki! Z hen como Yasu la comadreja
- Shin Sekai Yori como Kuramochi (ep 19)
- Shugo Chara!! Doki como Kaidō Sōma (ep 79)
- Silver Spoon 2 como Juui
- Skull Man como Yoshio Kanzaki
- Starship Operators como Takai Kiryuu
- Subete ga F ni Naru como el Detective Shibaike (eps 9-10)
- Super Sonico the Animation como Yasu (8 episodios)
- Sword Art Online como Schmidt
- Taishō Yakyū Musume como Sousuke Iwasaki
- Tears to Tiara como Bubulx
- The Unlimited - Hyōbu Kyōsuke como  Sisley (ep 3)
- Uchū Kyōdai como Kenji Makabe
- Utawarerumono como Derihourai, Ikoru (eps 9, 15) y Shikuma (ep 14)
- Yoku Wakaru Gendai Mahō como Jean-Jacques Guibarthez
- Zegapain como Abyss y Ushio
- Zero kara Hajimeru Mahō no Sho como Holdem
- Zettai Karen Children como Muto (ep 11)

### OVAs
- Deadman Wonderland OAD como Kiyomasa Senji
- Majokko Tsukune-chan como Bancho
- Robot Masters como Gigant Sniper, Lio Convoy y Smoke Sniper
- Saint Seiya: The Lost Canvas - Hades Mythology como Phlegyas de Lycaon
- Uchū Kaizoku Sara como Hans Bülow

### Películas
- Patema Invertida como Lagos
- SD Gundam Sangokuden Brave Battle Warriors como Zhang Fei (Chō Hi) Gundam

### CD Drama
- Landreaall como Ozmo Holst
- Niichan[4]
- Utawareru Mono Original Drama: Tuskuru no Zaihou como Derihourai

### Videojuegos
- Blaze Union: Story to Reach the Future como Thortie
- Blazing Souls como Zelos
- Chaos;Child como Shuichi Wakui
- Cross Edge como Lazarus y Zelos
- Fallout 3 como Three Dog
- Harukanaru Toki no Naka de 6 como Makoto
- Majiten: Maji de Tenshi wo Tsukuttemita como Takeomi Hyodo
- Record of Agarest War como Winfield
- Record of Agarest War 2 como Jainus
- Record of Agarest War Zero como Eugene
- Tatsunoko vs. Capcom: Ultimate All-Stars como Ippatsuman
- Tokyo Twilight Ghost Hunters como Tomokiyo Otoe

### Doblaje
- Chip 'n Dale: Rescue Rangers como Malacara (Fat Cat)
- W.I.T.C.H. como Caleb
- X-Men: Evolution como Iceman y Gambit

### VOMIC
- Steel Ball Run como Diego Brando